# Tituly a vyznamenání Farúka I.

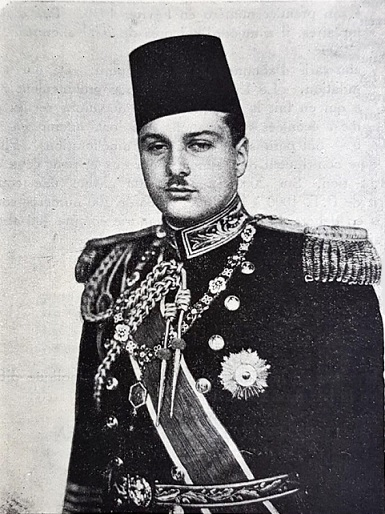
Farúk I. v uniformě a s vyznamenáními

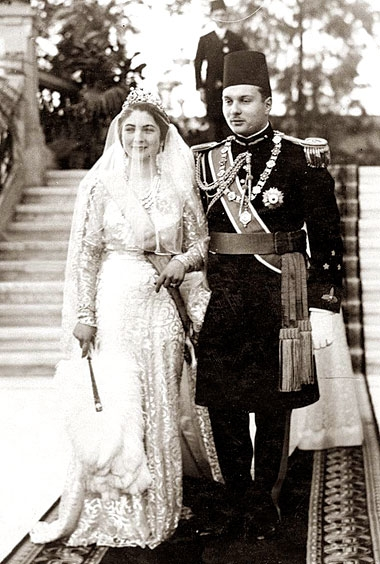
Farúk v uniformě s vyznamenáními během své svatby

Farúk I., egyptský a súdánský král, obdržel během svého života řadu vyznamenání a titulů. Během své vlády v období od 28. dubna 1936 do 26. července 1952 byl nejvyšším představitelem egyptských řádů.

## Tituly

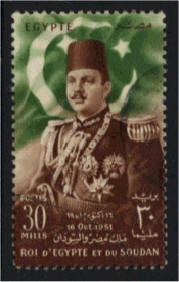
Farúk I. v uniformě s vyznamenáními na poštovní známce

- 11. února 1920 – 15. března 1922: Jeho sultánská Výsost dědičný princ egyptský a súdánský
- 15. března 1922 – 12. prosince 1933: Jeho královská Výsost korunní princ egyptský a súdánský
- 12. prosince 1933 – 28. dubna 1936: Jeho královská Výsost princ Sa'id
- 28. dubna 1936 – 16. října 1951: Jeho Veličenstvo egyptský král, vládce Núbie, Súdánu, Kordofánu a Darfúru
- 16. října 1951 – 26. července 1952: Jeho Veličenstvo král egyptský a súdánský
- 26. července 1952 – 18. března 1965: Jeho Veličenstvo král Farúk I. Egyptský

Jeho plný titul byl "Jeho Veličenstvo Farúk I., z milosti Boží, král Egypta a Súdánu, vládce Núbie, Kordofánu a Darfúru."

## Vyznamenání

### Národní a dynastická vyznamenání
V období od 28. dubna 1936 do 26. července 1952 byl nejvyšším představitelem egyptských řádů.

#### Vyznamenání dynastie Muhammada Alího
- řetěz Řádu Muhammada Alího
- řetěz Řádu Fuada I.
- velkostuha Řádu Ismaíla
- Řád ctností
- velkostuha Řádu Nilu
- Královský zemědělský řád
- Královský řád kultury
- Královský řád průmyslu a obchodu
- Královský odznak vojenské hvězdy Fuada I.
- Medaile Muhammada Alího

#### Egyptská vyznamenání
- Medaile za statečnost
- Medaile za záslužné činy
- Medaile za oddanost službě

Erb Farúka I. jakožto rytíře velkokříže Řádu Isabely Katolické

Královský monogram Farúka I.

- Medaile dobročinnosti
- Medaile oběti
- Palestinská medaile
- Inaugurační medaile krále Farúka
- Pamětní medaile královské gardy

### Zahraniční vyznamenání
- Afghánistán
  -  řetěz Řádu nejvyššího slunce – leden 1947
- Albánie
  -  velkokříž Řádu věrnosti[1]
- Belgie
  -  velkostuha Řádu Leopolda
- Bulharsko
  -  rytíř Královského řádu svatých Cyrila a Metoděje
- Československo
  -  Řád Bílého lva I. třídy s řetězem, vojenská skupina – 10. prosince 1937[2]
- Etiopské císařství
  -  řetěz Řádu Šalomounova
- Francie
  -  velkokříž Řádu čestné legie[3]
- Irák
  -  řetěz Řádu Hášimovců
- Írán
  -  řetěz Řádu Pahlaví – červen 1938
- Italské království
  -  rytíř Řádu zvěstování – 1933
  -  rytíř velkokříže Řádu svatého Mauricia a svatého Lazara – 1933
  -  rytíř velkokříže Řádu italské koruny – 1933
- Japonsko
  -  velkostuha s řetězem Řádu chryzantémy
- Jordánsko
  -  velkostuha Nejvyššího řádu renesance – 25. června 1948
  -  řetěz Řádu al-Husajna bin Alího – 1949
- Království Jugoslávie
  -  rytíř velkokříže Řádu hvězdy Karadjordjevićů
- Libye
  -  řetěz Řádu Idrise I. – 1949
- Monako
  -  velkokříž Řádu svatého Karla
- Nizozemsko
  -  velkokříž Řádu nizozemského lva – 23. června 1938
- Portugalsko
  -  Stuha dvou řádů – 5. května 1951[4]
  -  velkokříž Řádu věže a meče – 5. května 1951[4]
- Rumunsko
  -  řetěz Řádu Karla I.
- Řecko
  -  velkokříž Řádu Spasitele – 20. ledna 1938
- Spojené státy americké
  -  komandér Legion of Merit
- Sýrie
  -  Řád Umajjovců I. třídy
- Španělsko
  -  velkokříž s řetězem Řádu Isabely Katolické – 1. dubna 1951 – udělil Francisco Franco[5]
- Švédsko
  -  rytíř Řádu Serafínů – 30. prosince 1937
- Thajsko
  -  rytíř Řádu Mahá Čakrí
- Vietnam
  -  řetěz Řádu annámského draka